# Ian Austin

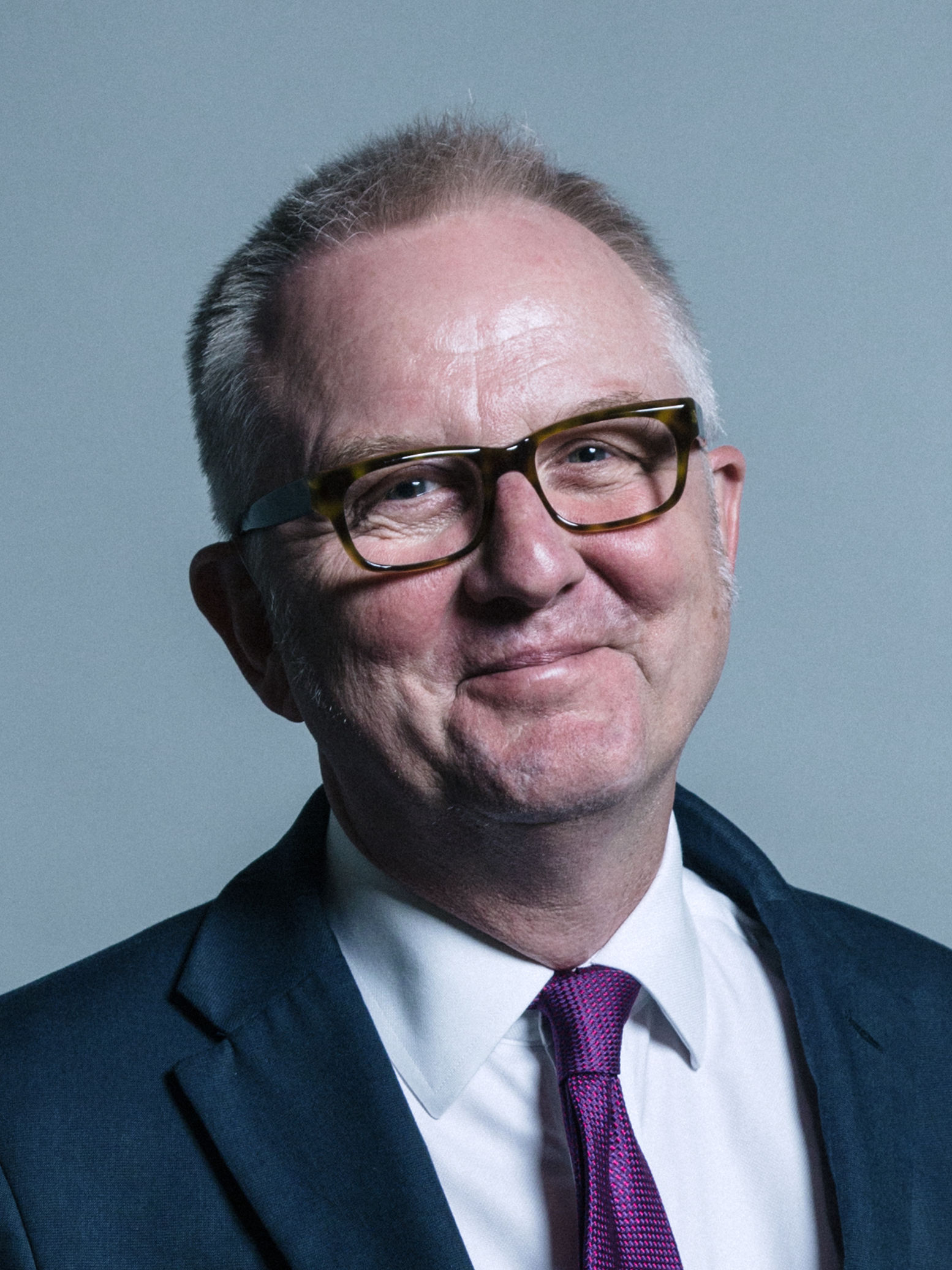
Ian Austin (2018)

Ian Christopher Austin, Baron Austin of Dudley (* 6. März 1965 in Bury St Edmunds, Suffolk, England) ist ein britischer Politiker der Labour Party, der 2005 bis 2019 Mitglied des Unterhauses (House of Commons) ist und verschiedene Regierungsämter bekleidete. 2019 trat er aus der Labour Party aus und wurde 2020 als Life Peer mit dem Titel Baron Austin of Dudley in den Adelsstand erhoben, so dass er seither als Parteiloser dem Oberhaus (House of Lords) als Mitglied angehört.

## Leben

### Journalist, Unterhausabgeordneter und Regierungsämter
Ian Austin, der als Baby von dem Lehrerehepaar Fred Austin und Margaret Austin adoptiert wurde, besuchte nach dem Scheitern bei der 11plus-Aufnahmeprüfung für die King Edward’s School in Birmingham von 1977 bis 1983 The Dudley School, die zu der Zeit von seinem Adoptivvater geleitet wurde. Im Anschluss absolvierte er ein Studium der Fächer Governance und Politikwissenschaften an der University of Essex. Er war danach als Journalist beim Midland Sport Magazine tätig und trat als Mitglied der National Union of Journalists (NUJ) bei. Zu Beginn der 1990er Jahre begann er zudem sein politisches Engagement für die Labour Party in der Kommunalpolitik und war zwischen 1991 und 1995 Mitglied des Rates des Metropolitan Borough of Dudley. Danach wechselte er in die Parteiverwaltung und war erst von 1995 bis 1998 Pressereferent der Labour-Geschäftsstelle für die Region West Midlands, ehe er von 1998 bis 1999 stellvertretender Direktor für Kommunikation der Scottish Labour Party (SLP) war. 1999 wurde er politischer Berater von Schatzkanzler Gordon Brown und übte diese Tätigkeit bis 2005 aus.
Bei der Unterhauswahl am 5. Mai 2005 wurde Austin für die Arbeiterpartei im Wahlkreis Dudley North erstmals zum Mitglied des Unterhauses (House of Commons) gewählt und bei den Unterhauswahlen am 6. Mai 2010, 7. Mai 2015 und 8. Juni 2017 jeweils wiedergewählt. Nachdem Austin vom 5. Februar bis 28. Juni 2007 Parlamentarischer Privatsekretär von Schatzkanzler Gordon Brown war, fungierte er im Kabinett Brown zwischen dem 28. Juni 2007 und dem 6. Oktober 2008 als Parlamentarischer Privatsekretär (Parliamentary Private Secretary to the Prime Minister) des nunmehrigen Premierministers Gordon Brown. Danach war er zwischen dem 5. Oktober 2008 und dem 9. Juni 2009 stellvertretender Parlamentarischer Geschäftsführer im Schatzamt (Assistant Whip, HM Treasury) sowie im Anschluss vom 9. Juni 2009 bis zum Ende der Amtszeit von Premierminister Brown am 6. Mai 2010 Parlamentarischer Unterstaatssekretär im Ministerium für Gemeinschaften und Kommunalverwaltung (Parliamentary Under-Secretary of State, Department for Communities and Local Government). Zugleich übernahm er neben diesen Aufgaben in Personalunion vom 5. Oktober 2008 bis zum 10. Mai 2010 den Posten als Staatsminister für Angelegenheiten der Region West Midlands (Minister of State for Regional Affairs, West Midlands).

### Oppositionsjahre, „Schattenkabinett“ und Oberhausmitglied

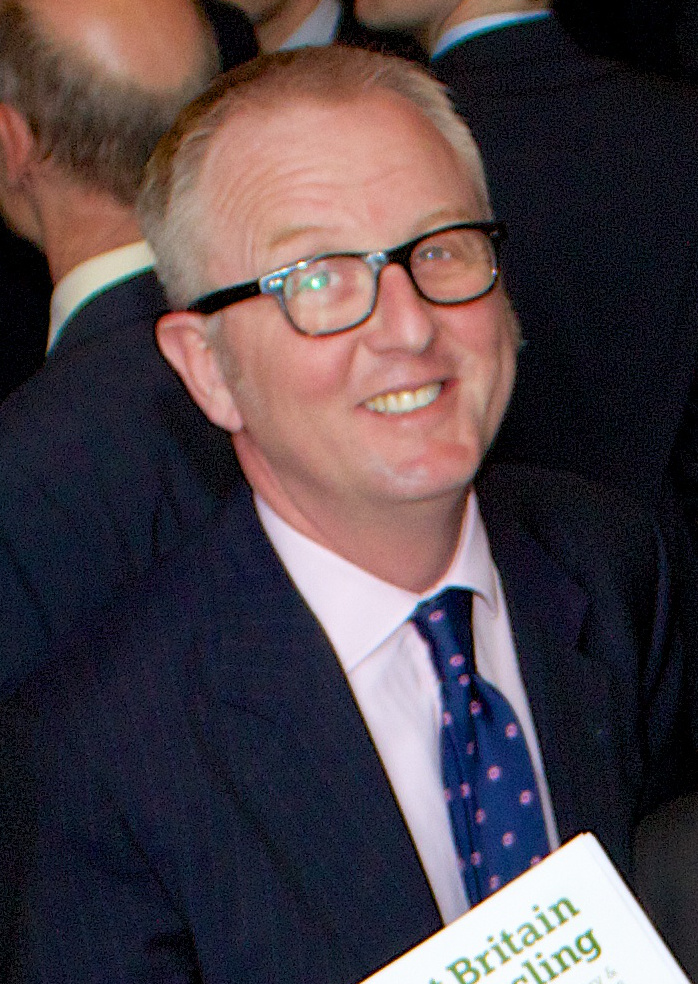
Ian Austin (2013)

Nach der Wahlniederlage der Labour Party bei den Unterhauswahlen am 6. Mai 2010 war Ian Austin im Shadow Cabinet, dem Schattenkabinett seiner Partei, vom 12. Mai bis zum 8. Oktober 2010 anfangs „Schatten-Minister für Gemeinschaften und Kommunalverwaltung“ sowie im Anschluss zwischen dem 8. Oktober 2010 und dem 7. Oktober 2011 „Schatten-Minister für Kultur, Medien und Sport“, ehe er vom 7. Oktober 2011 bis zum 7. Oktober 2013 als „Schatten-Minister für Arbeit und Altersversorgung“ fungierte.
Danach engagierte er sich in den nächsten Legislaturperioden in der Opposition in verschiedenen Ausschüssen des Unterhauses und war zunächst zwischen dem 4. November 2013 und 30. März 2015 Mitglied des Innenausschusses (Home Affairs Committee). Anschließend war er vom 6. Juli 2015 bis zum 3. Mai 2017 Mitglied des Bildungsausschusses (Education Committee) und zugleich zwischen dem 25. November 2015 und dem 9. März 2016 auch Mitglied des Unterausschusses für Bildung, Qualifikationen und die Wirtschaft (Education, Skills and the Economy Sub-Committee). Zuletzt gehörte er vom 11. September 2017 bis zum 19. März 2019 dem Auswärtigen Ausschuss (Foreign Affairs Committee) als Mitglied an und war außerdem zwischen dem 11. September 2017 und dem 6. November 2019 Mitglied des Gremiums der Ausschussvorsitzenden (Panel of Chairs).
Am 21. Februar 2019 trat er aus der Labour Party aus und gehörte bis zum 6. November 2019 dem Unterhaus als Parteiloser an. Bei der Unterhauswahl am 12. Dezember 2019 kandidierte er nicht erneut und wurde am 31. Juli 2020 im Rahmen der sogenannten „2019 Dissolution Honours“ als Life Peer mit dem Titel Baron Austin of Dudley, of Dudley in the County of West Midlands, in den Adelsstand erhoben und gehört seit dem 2. September 2020 als Parteiloser (Non-affiliated Peer) dem Oberhaus (House of Lords) an.